# メッサーシュミット ヴェスペ
メッサーシュミット ヴェスペ（Messerschmitt Wespe）は、第二次世界大戦期にドイツのメッサーシュミット社で検討されていた計画機である。

## 概要
ヴェスペ開発プロジェクトに関する情報はあまり知られていないが、2種類の異なる形状の機体の計画図面が残されている。
計画が進められた時期はおそらくMe P.1111やMe P.1112に近く、この場合、2種類のヴェスペもこれらと同様にハインケル HeS 011ターボジェットエンジンを1基搭載する単発・単座の小型ジェット戦闘機として計画されていたと考えられている。一方で、ヴェスペの計画図面に書き込まれたターボジェットエンジンが、この当時実用化されていた（あるいは実用化の目途がついていた）複数のジェットエンジン（HeS 011・ユモ 004・BMW 003）のいずれとも微妙に異なることから、このプロジェクト自体がもっと以前（1940年代初頭など）に計画されていたものである可能性も言及されている。
ヴェスペの一つ目の計画案は、機体のほぼ中央にコクピットを配し、前脚式の3点式降着装置、後退翼および尾翼ユニットを持つ小型戦闘機で、機体後部寄りにエンジンを配置、エンジン吸気孔は機首にありダクトを通ってエンジンに給気するが、吸気孔サイズはエンジンの規模に対してかなり小さなものである。
ヴェスペの二つ目の計画案では、機体前方にコクピットを配し、前脚式の3点式降着装置、後退翼およびブーム状に延ばされた尾部にV字型尾翼を持つものである。エンジンはコクピット直後（機体のほぼ中央）に位置し、エンジン吸気孔も計画案1よりも大きくなっている。
二つの案を見比べると後者の方がより現実的な設計と思われるところもあるが、後者が前者の改良型であるのかどうかも含めて不明である。武装についても計画図面では言及されていないが、同時期の開発機/計画機から考えると、2～4門のMK108 30mm機関砲を装備する計画であったと推測されている。